# お花屋さん物語
『お花屋さん物語』（おはなやさんものがたり）は、日本コロムビアから発売されているお花屋さんの仕事をミニゲームで体験する女の子向けのアドベンチャーゲーム。ゲームボーイアドバンス（GBA）版とニンテンドーDS版の2種類が存在する。

## ゲームボーイアドバンス版
正式タイトルは『お花屋さん物語GBA いやし系お花屋さん育成ゲーム』。TDKコアより2002年7月19日に発売された。

### GBA版の概要
主人公・橘カレンの母が急用で海外へ単身赴任している父の元へ行かざるを得なくなった為に期間限定で花屋の新規開店準備を一人でしなければならなくなってしまうと言うストーリーで、仕入れた花のカード収集や通信ケーブルを使用して他のプレイヤーと交換（ソフトは2本必要）が出来るようになっている。

## ニンテンドーDS版
2011年6月30日に日本コロムビアより発売されたニンテンドーDS用ゲームソフト。あこがれガールズコレクションシリーズの第6弾。
9年前に発売されたGBA版の事実上のリメイクだが、登場人物や設定上の共通項は存在しない。

### DS版の登場人物
あおい ゆうすけ

きくち しょう

さくらぎ かずま

たちばな りく

えのき たくみ